# Pseudohelenoconcha spurca
Pseudohelenoconcha spurca é uma espécie de gastrópode  da família Endodontidae.
Foi endémica de Santa Helena (território).